# Вопрос Гретхен
Вопрос Гретхен — это общий термин, используемый для описания прямого вопроса, затрагивающего суть проблемы и предназначенного для выявления намерений и отношения человека, которому задают вопрос. Обычно этот вопрос оказывается неудобным для спрашиваемого, так как склоняет его к признанию, которого он еще не сделал.
Происхождение термина связывают с трагедией Иоганна Вольфганга фон Гёте «Фауст. Часть 1». В нем Маргарита, иначе Гретхен, спрашивает главного героя Генриха Фауста:

Скажи ты мне прямей:
Как дело обстоит с религией твоей?
Ты славный, добрый человек, но к ней
Относишься как будто беззаботно.
В более узком смысле под Вопросом Гретхен понимается вопрос о религиозности человека или социальной группы. В более широком смысле подобные вопросы с явной или неявной структурой («Как дело обстоит с ...») также называются Вопросами Гретхен.

## Сцена с Гретхен «Сад Марты»

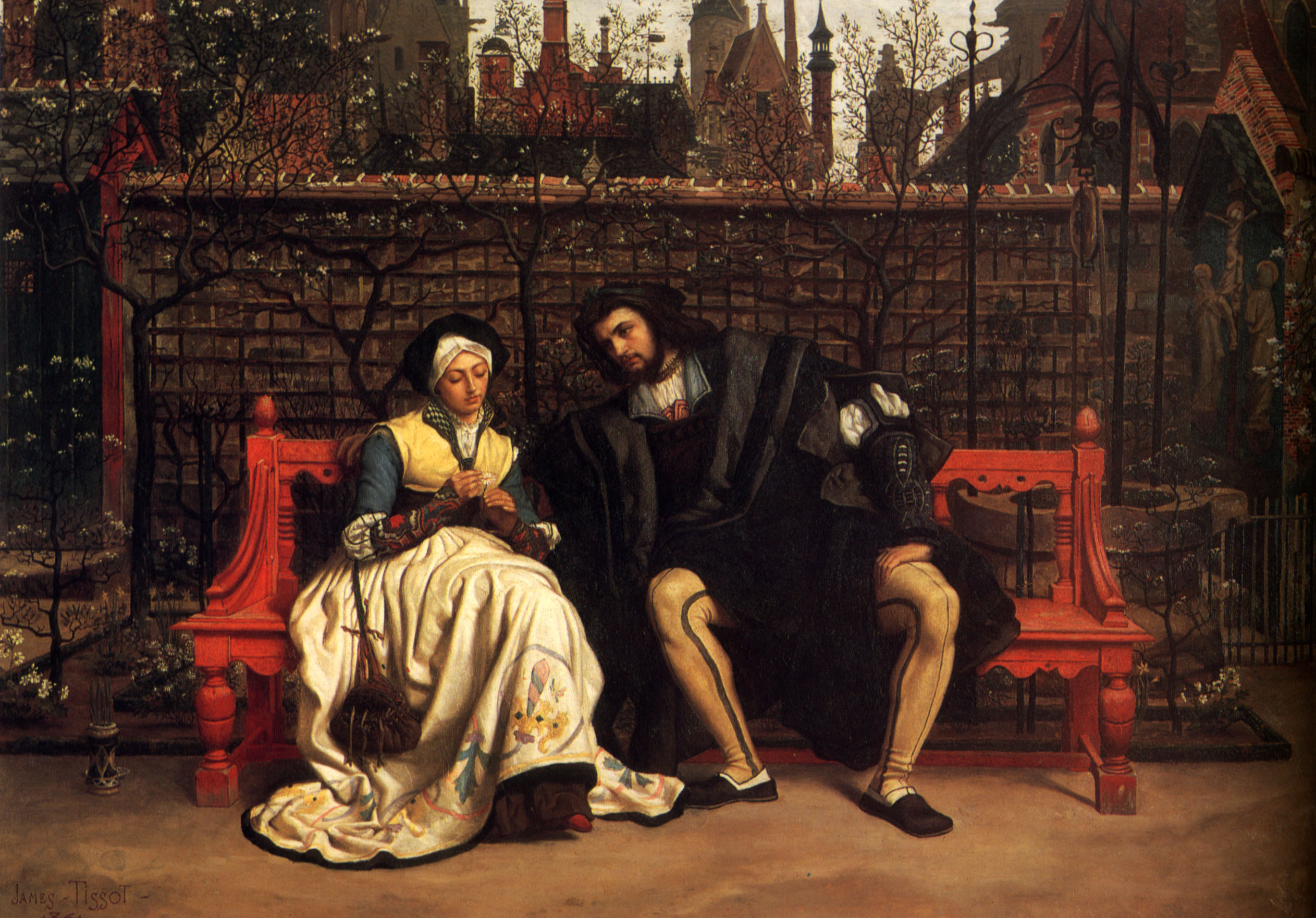
Фауст и Гретхен в саду (картина Джеймса Тиссо, 1861 г.)

Так называемый Вопрос Гретхен из трагедии «Фауст. Часть 1» Иоганна Вольфганга фон Гёте, опубликованной в 1808 году в Штутгарте/Тюбингене, появляется в сцене «Сад Марты» и касается вопроса Маргариты о религиозной принадлежности Фауста. Маргарита, также известная как Гретхен, — молодая девушка возрастом около четырнадцати лет, за которой ухаживает старший ученый Фауст. Маргарита поднимает вопрос о религии со словами: «Скажи ты мне прямей: Как дело обстоит с религией твоей? Ты славный, добрый человек, но к ней. Относишься как будто беззаботно». Фауст, несмотря на последовавшие многочисленные вопросы Гретхен, уклоняется от прямого ответа. В конце концов Гретхен прекращает расспросы, потому что уверена, что Фауст не христианин («В душе ты не христианин»).

## „Вопрос Гретхен“ у Гёте.

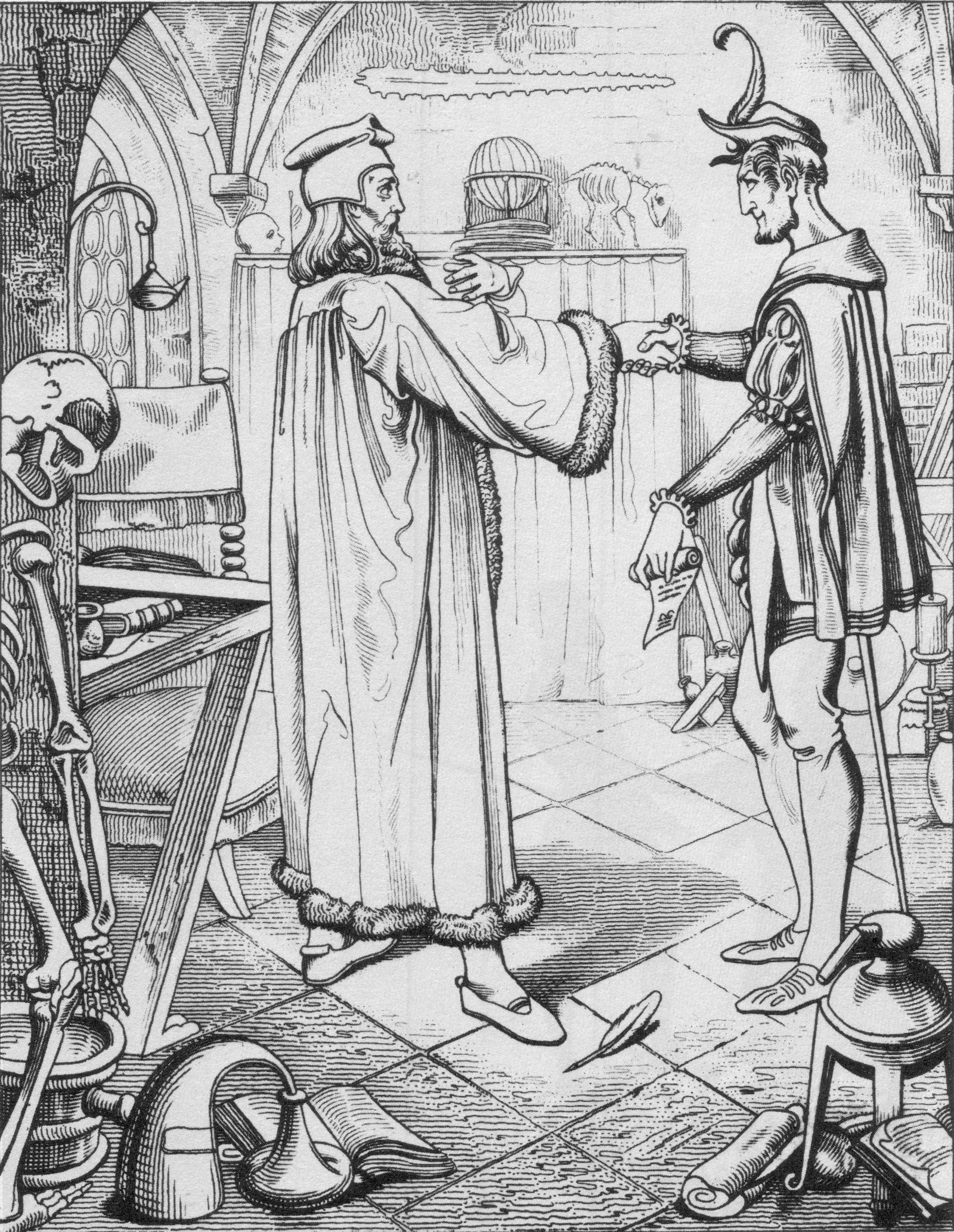
Сделка Фауста с Мефистофелем по «Фаусту» Гёте, гравюра на меди

Маргарет, которую зовут Гретхен, очень юная девушка, за которой ухаживает почтенный ученый Фауст. После того, как они несколько раз встретились и поцеловались, Гретхен и задает свой решающий вопрос.
Поскольку Фауст уклоняется и начинает ее спрашивать, что именно она подразумевает, интересует ли ее более глубокое содержание веры или беспрекословное соблюдение традиций, Гретхен, наконец, перестает спрашивать; она не чувствует себя на уровне дискуссии и приходит к заключению, что Фауст не христианин и, следовательно, отрицает Бога как Троицу Отца, Сына и Святого Духа. Убеждение Маргарет оправдано, поскольку Фауст ясно дал понять в монологе, произнесенном во время Пасхального бдения, что ему не хватало веры в воскресение Иисуса . Этим вопросом Маргарет интуитивно задевает — она не знает, что Фауст заключил договор с дьяволом — его «за живое».   
«Дилемма Фауста, возможно, может быть описана следующим образом: он больше не может верить и еще не воинствующий атеист».
В этом месте Гёте с помощью Гретхен и Фауста противопоставляет два образа: Гретхен здесь олицетворяет девушку простого происхождения, которая сделала веру в Бога и церковную религиозность центром своего Я, а ученый Генрих Фауст здесь бросает вызов традиционной религии, утверждая, что он может испытывать те же чувства, что и Гретхен, по поводу того, что хорошо, красиво и достойно. Однако эти ценности не обязательно должны проповедоваться с кафедры, чтобы к ним прислушивались.
Поскольку во времена Гёте христианская религия определяла сексуальную мораль, Гретхен хочет знать отношение Фауста к религии. Её вопрос о вере Фауста — это также вопрос о его жизненной практике и социальной интеграции. 

## „Вопросы Гретхен“, не относящиеся к «„Фаусту“Гёте
Вне контекста трагедии Гете термин Вопрос Гретхен описывает «свободную лексему». Вопрос Гретхен можно узнать не только по тому, что он прямо обозначен как таковой; часто также имитируются синтаксическая структура и вводная формула исходного вопроса.
Пример: […] что Социалистической партии [Франции] задают один и тот же большой вопрос от левых и правых: „Как вы относитесь к коммунистам? “
Иногда тот, кто обращается к Вопросу Гретхен, не задает явно соответствующий вопрос только потому, что предполагает, что его читатели уже знают его. Это происходит, например в статье Штефана Дж. Крамера «Несколько иной Вопрос Гретхен», в которой аллюзия, содержащаяся в заголовке, явно не поясняется в тексте.
Понятие Вопрос Гретхен относится к вопросу совести (или вопросу о воле), на который респондент не любит отвечать. Как правило, человек, произносящий их, вникает в суть дела и требует от респондента четкого высказывания по теме, которая может иметь для него неприятное или двойственное значение. Спрашивающий часто с подозрением относится к намерениям человека, которого спрашивают. Этот вопрос часто задают в момент принятия решения, когда спрашивающий хочет защитить себя от «слепого попадания в ловушку того, кого спрашивает». На Вопрос Гретхен не обязательно нужно давать прямой и точный ответ, чтобы спрашивающий получил ясность; уже уклонения от честного ответа может быть достаточно, чтобы указать на замыслы респондента. 
Вопрос Гретхен следует отличать от простого вопроса с подвохом или подвоха.

## Интернет-источники
- DWDS: ключевой вопрос
- Как насчет религии? Антология «Вопрос Гретхен». Берлинская литературная критика. 13. май 2008 г.
- Решающий вопрос: недооценивают ли религиозных женщин? Религиозность и половой отбор. 4. апрель 2008 г.